# 马林城 (密歇根州)
马林城（Marine City）是美国密歇根州圣克莱尔县的一座城市。
根据2000年美国人口普查，共有4,652人，其中白人占97.29%。